# Neckera chilensis
Neckera chilensis är en bladmossart som beskrevs av W. P. Schimper och Montagne 1836. Neckera chilensis ingår i släktet fjädermossor, och familjen Neckeraceae. Inga underarter finns listade i Catalogue of Life.